# Kurt Lambeck
Kurt Lambeck (Utrecht, 20 de setembro de 1941) é um geofísico neerlando-australiano.

## Condecorações selecionadas
- 1976 Medalha James B. Macelwane[1]
- 1993 Medalha Charles A. Whitten[2]
- 2012 Prêmio Balzan[3]
- 2013 Medalha Wollaston[4]

## Obras
- The Earth's Variable Rotation: Geophysical Causes and Consequences. Cambridge University Press, 1980, 2005.
- Geophysical Geodesy: The Slow Deformations of the Earth. Oxford University Press, 1988; Cambridge University Press Virtual Publishing.